# 9484 Wanambi
9484 Wanambi è un asteroide della fascia principale. Scoperto nel 1960, presenta un'orbita caratterizzata da un semiasse maggiore pari a 3,0859820 UA e da un'eccentricità di 0,1714848, inclinata di 1,92487° rispetto all'eclittica.